# Sonate pour hautbois et piano de Poulenc
Pour les articles homonymes, voir Sonate pour hautbois et piano.
La Sonate pour hautbois et piano de Francis Poulenc est une œuvre de musique de chambre composée parallèlement à la Sonate pour clarinette et piano en 1962. Ce sont les deux dernières œuvres du compositeur du Groupe des Six. Dédiée à son ami Serge Prokofiev, elle est créée par le hautboïste Pierre Pierlot et le pianiste Jacques Février à Strasbourg, le 8 juin 1963.

## Présentation
Avec la Sonate pour clarinette et piano, la Sonate pour hautbois et piano de Poulenc fait partie de ses œuvres ultimes. Écrite à la mémoire de Serge Prokofiev, elle est achevée au cours de l'été 1962 à Bagnols-en-Forêt.
L’œuvre est créée après la mort du compositeur, le 8 juin 1963, par le hautboïste Pierre Pierlot et le pianiste Jacques Février lors du festival de Strasbourg.
La partition est publiée par Chester.
Dans le catalogue des œuvres du compositeur, la pièce porte le numéro FP 185.

## Structure
Dans une lettre adressée à Pierre Bernac, Poulenc décrit ainsi sa sonate : « Le premier temps sera élégiaque, le second scherzando et le dernier une sorte de chant liturgique ».
Contrairement aux sonates classiques, les trois mouvements qui la composent alternent un lent-vif-lent :
1. Élégie (Paisiblement  = 66) ;
2. Scherzo (Très animé  = 160 - Le double plus lent - Tempo I) ;
3. Déploration (Très calme  = 56).

À noter que la Sonate pour hautbois de Camille Saint-Saëns (1921), le Concerto pour hautbois de Strauss (1949) et le Troisième Concerto pour hautbois de Bruno Maderna (1973) sont aussi des œuvres ultimes.
La durée moyenne d'exécution de la Sonate pour hautbois et piano est de douze minutes environ.